# Turismo en la Antigua Roma
El turismo en la Antigua Roma estaba limitado a la clase alta debido a su costo. El viaje también era difícil debido a los naufragios, las tormentas, los mapas deficientes y las condiciones climáticas. Los destinos comunes para los turistas de la antigua Roma eran Grecia, Egipto y la costa de Campania. Los romanos adinerados también pasaban las temporadas más calurosas del año en sus villas fuera de la ciudad de Roma o en ciudades turísticas como Bayas. Estos viajes generalmente impulsaron la economía local ya que los lugareños intentaban proporcionar a los turistas viviendas, bienes y servicios.

## Métodos de viaje
Los viajes largos eran de difícil acceso para los romanos más pobres debido al tiempo limitado y las limitaciones económicas. Los naufragios, las tormentas, los mapas deficientes y las condiciones climáticas también presentaron desafíos para los turistas, aunque había poca piratería en la Antigua Roma. Las calzadas romanas formaban grandes y extensas redes. Sin embargo, fueron utilizadas principalmente por los militares desde la República romana y para el comercio. Las calzadas bajaban en calidad cuanto más se alejaban de los pueblos y ciudades. A los turistas y viajeros romanos se les proporcionaba alojamiento en posadas ubicadas junto a las vías (mansio). Los romanos consideraban la hospitalidad, a la que denominaron hospitium, como una obligación moral.

## Atracciones

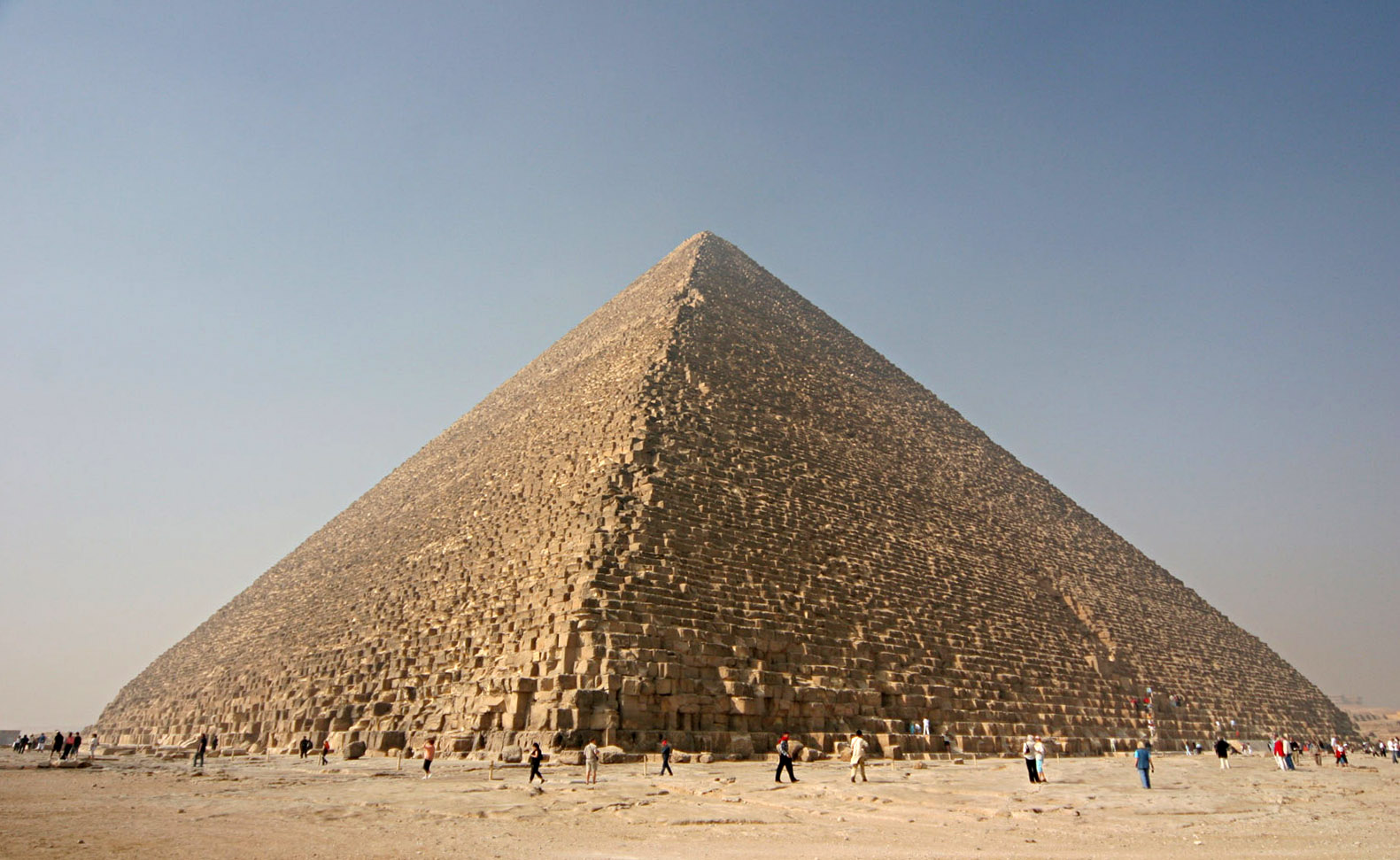
Las pirámides de Egipto eran atracciones turísticas populares para los antiguos romanos.

### Anatolia y Egipto
Egipto fue el área más popular para que los turistas viajaran. Los romanos ya veían a Egipto como exótico, misterioso y antiguo. Los lugareños egipcios proporcionaron información errónea a los romanos para atraerlos y sacar provecho de ellos. Alejandría y las pirámides eran los sitios más populares de Egipto. Las atracciones más populares de Alejandría fueron el Serapeum, el Museion y el Faro de Alejandría. Los turistas también visitaban al Toro Apis en Menfis y las ruinas en las ciudades de Tebas y Luxor. Era una tradición para los emperadores y aristócratas romanos navegar a través del Nilo desde que Julio César navegó Nilo abajo con Cleopatra visitando los principales lugares de interés.

### Grecia
Los turistas romanos viajaban con frecuencia a Grecia para presenciar los Juegos Olímpicos, los Juegos Píticos, los Juegos Ístmicos, los Juegos Nemeos y los antiguos templos griegos. Era común viajar a las islas de Lesbos, Rodas, Quíos y las islas de Jonia, así como a ciudades griegas en Asia Menor o asentamientos importantes como Atenas. Los turistas romanos se sintieron atraídos por monumentos como el Coloso de Rodas y el Sátiro de Protógenes. La gente también viajaba a Grecia para visitar el Oráculo de Delfos y otros «oráculos de los muertos», que estaban ubicados en cuevas y se creía que podían permitir que las personas se pusieran en contacto con sus amigos y familiares difuntos. Grecia también era popular porque los romanos veían a las culturas no grecorromanas como bárbaras.

### Italia

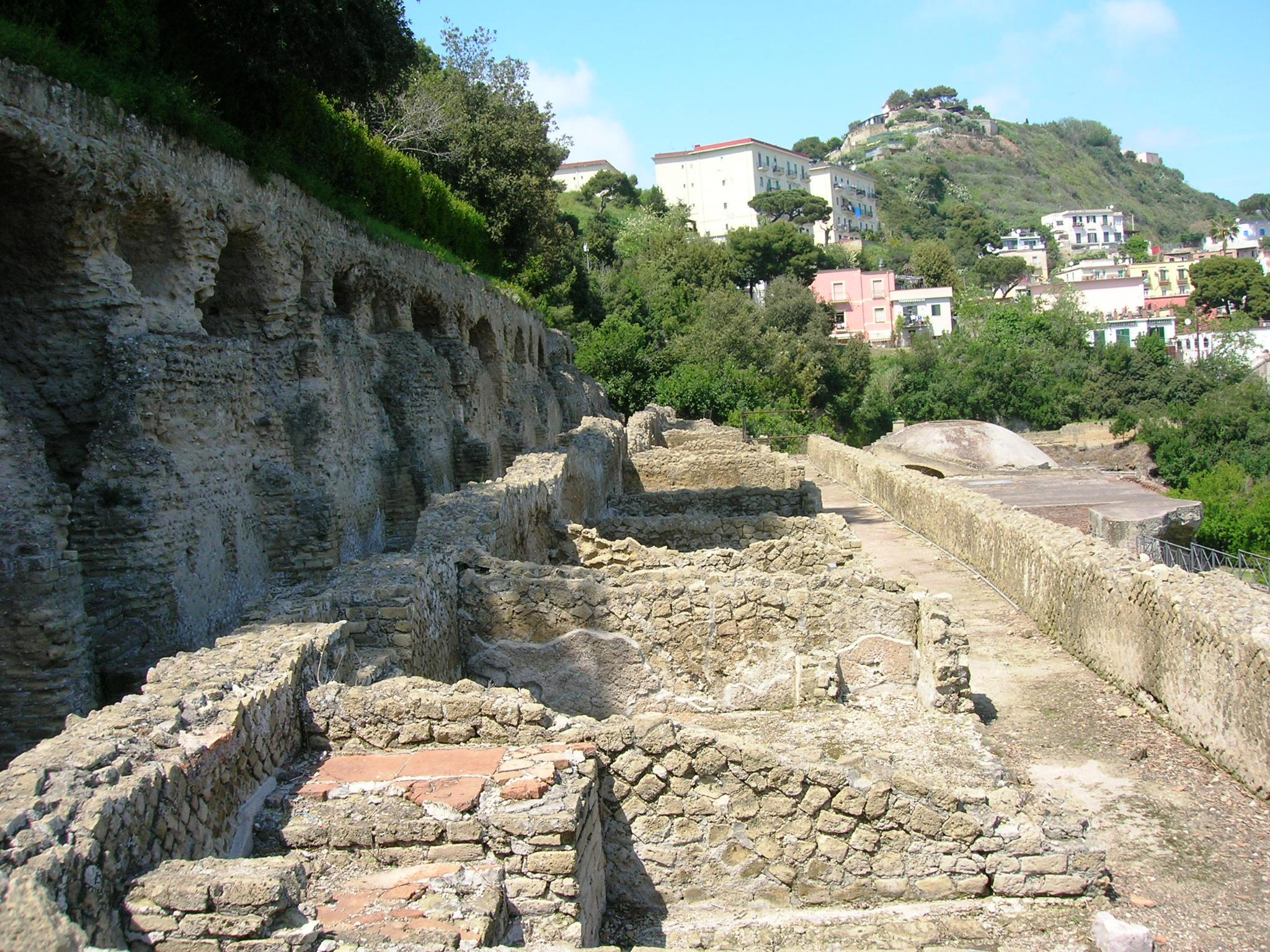
Antigua villa romana en Bayas.

Era habitual visitar las zonas de Herculano y Pompeya en el golfo de Nápoles. Bayas era una antigua ciudad romana ubicada en la moderna Bacoli en el golfo de Nápoles. Fue un complejo turístico popular en la antigua Roma, principalmente durante el final de la República romana. Era conocido por la corrupción, los escándalos y el hedonismo. Las tabernas salpicaban el área y se decía que las mujeres de clase alta se hacían pasar por prostitutas, que los hombres actuaban como niños y que los niños actuaban como niñas. Otra ciudad turística llamada Puteoli era conocida por su peligrosidad y sus altas tasas de criminalidad durante la noche. Era una práctica común que la gente trajera guardaespaldas al resort. Los romanos adinerados comúnmente compraban villas de vacaciones fuera de la ciudad de Roma, donde pasaban los meses más calurosos del año. También podrían estar ubicadas en la costa de Campania en el mar Tirreno. Las villas y los centros turísticos se desarrollaron inicialmente para el placer de los legionarios y cónsules. Capri es una isla en Italia donde el emperador Tiberio construyó su lujosa villa de vacaciones, la Villa Jovis.

## Motivos
Durante el reinado de Augusto, el turismo y el ocio asumieron un papel más destacado en la cultura romana. No está claro si las personas harían "Grand Tours" en los que viajarían por el Mediterráneo para ver una amplia variedad de atracciones turísticas notables como Atenas y Delfos. Viajar tanto puede haber sido demasiado costoso y peligroso. Sin embargo, se sabe que la gente viajaría por el Imperio después de ganar batallas notables o logros destacados. La mayoría de viajeros llevarían a casa recuerdos de su destino. La gente también viajaría con el propósito de educarse. Grecia, Massalia, Alejandría, eran destinos comunes para estos turistas. Cicerón, un orador romano notable, tomó unas vacaciones en las partes orientales del Imperio para estudiar filosofía y oratoria en los años 70 a. C.. Era común que la afluencia de turistas alterara drásticamente la economía local. Los lugareños a menudo instalaban tiendas, trabajaban como vendedores y brindaban servicios como alojamiento a los turistas.